# 羅馬尼亞的尼古拉王子
羅馬尼亞的尼古拉王子（羅馬尼亞語：Nicolae al României，1903年8月5日—1978年6月9日），羅馬尼亞國王斐迪南一世的次子。
尼古拉的哥哥卡羅爾於1925年因婚姻放棄繼承權；因此當斐迪南一世於1927年去世時，王位由卡羅爾的兒子、年僅五歲的米哈伊繼承，並由尼古拉擔任攝政。然而，卡羅爾於1930年返回羅馬尼亞奪取王位，並迫使尼古拉流亡國外。
1978年，尼古拉於馬德里去世，享年74歲。